# کوه دیدگوری
کوه دیدگوری (گرجی: დიდგორი) یک کوه در کوهستان تریالتی کشور گرجستان است.